# Леггетт, Джей
Джей Майкл Леггетт (англ. Jay Michael Leggett; 9 августа 1963, Томахок, Висконсин — 23 ноября 2013, округ Линкольн, Висконсин) — американский актёр, комик-импровизатор, продюсер, режиссёр и сценарист.

## Биография
Джей Леггетт родился в городе Томахок, штат Висконсин, в семье Джуди (урожденной Хильдебранд) и Джека Леггеттов. После окончания католической школы Св. Марии он поступил в University of Wisconsin-Stevens Point, где в 1986 году получил степень бакалавра в области изобразительных искусств.
Свою карьеру Леггетт начал в Чикаго, где учился и работал в импровизационном театре Дела Клоуза. Затем он переехал в Голливуд, где присоединился к актёрскому составу сериала телеканала FOX TV «В ярких красках». Леггетт писал сценарии, снимался в фильмах и сериалах, снимал и продюсировал фильмы, в том числе «Герой месяца» (2004) с Мэттом Диллоном и Стивом Заном в главных ролях. Этот фильм был представлен на кинофестивале независимого кино «Сандэнс».
Леггетт также написал сценарий кинокомедии компании Paramount Pictures «Трое в каноэ» с Мэттью Лиллардом и Сетом Грином в главных ролях. Он был продюсером телесериала «Фабричные страсти», в котором сыграл одну из ролей, а также продюсером и режиссёром документального фильма To the Hunt (2011), который позволил зрителям заглянуть в охотничью культуру через историю нескольких охотничьих хижин округа Линкольн, штат Висконсин.
Джей Леггетт умер от инфаркта миокарда 23 ноября 2013 года после дня охоты на оленей в штате Висконсин.

## Фильмография
| Год       |     | Русское название         | Оригинальное название           | Роль                  |
| --------- | --- | ------------------------ | ------------------------------- | --------------------- |
| 1992      | тф  |                          | Mario and the Mob               | толстяк Фрэнк Пало    |
| 1992      | ф   | Герой                    | Hero                            | фанат с грязным лицом |
| 1994      | с   | Скорая помощь            | ER                              | мистер Канелли        |
| 1996      | ф   | Убей меня                | Hit Me                          | Лерой Роуз            |
| 1997      | с   |                          | Between Brothers                | Фрэнк                 |
| 1997      | с   | C-16: ФБР                | C-16: FBI                       | Ли Китчнер            |
| 1997      | с   | Элли Макбил              | Ally McBeal                     | Гарри Пиппен          |
| 1998      | ф   | Ещё один день в раю      | Another Day in Paradise         | охранник              |
| 1999      | ф   |                          | Anoosh of the Airways           | Нельсон               |
| 1999      | с   |                          | Ally                            | Гарри Пиппен          |
| 1999      | с   | Звёздный путь: Вояджер   | Star Trek: Voyager              | Флокс                 |
| 2000      | с   | Семейный закон           | Family Law                      | эпизод                |
| 2000      | с   | Шоу Дрю Кэри             | The Drew Carey Show             | Фрэнк                 |
| 2000      | с   | Зажигай со Стивенсами    | Even Stevens                    | Уоллас Рэндалл        |
| 1993—2001 | с   | В ярких красках          | In Living Color                 | Вэриес                |
| 2001      | ф   | Спасибо и спокойной ночи | Thank You, Good Night           | Большой Фрэнк         |
| 2002      | с   | Полиция Нью-Йорка        | NYPD Blue                       | Майкл Канаван         |
| 2003      | ф   | Никто не знает ничего    | Nobody Knows Anything!          | тюремщик              |
| 2004      | ф   | Герой месяца             | Employee of the Month           | Дорфф                 |
| 2008      | с   | Фабричные страсти        | Factory                         | Гас                   |
| 2011      | ф   | Третий дивизион          | Division III: Football's Finest | Джон Шварц            |
| 2011      | с   |                          | Axe Lords                       | Грег                  |
| 2013      | кор |                          | Merkin Penal                    | Гас                   |
| 2013      | с   |                          | Adam Devine's House Party       | Кларенс               |